# Telemundo Global Studios
Telemundo Global Studios (também conhecida como Telemundo International Studios, Telemundo Television Studios ou simplesmente Telemundo Studios) é uma divisão da NBCUniversal focada em produções para o público hispânico nos Estados Unidos.

## História
Em 2004, Telemundo Communications Group, anunciou a aquisição total da  rede de Televisão RTI Colombia, a Telemundo-RTI, criando o Telemundo Studios Television para produções do Grupo Telemundo, como Telenovelas, Reality Show, Programas de Auditório entre outros. Especialmente, foi criado para produzir telemundo novelas. Para o funcionamento, foi requirido uma licença de negocios para com o grupo telemundo e a TV. Depois de tudo resolvido, Patricio Wills, ex-presidente da Telemundo-RTI, passou a personalizar e mudar algumas coisas na RTI Colombia para adptação do estúdio, Mark Santana, passou a presidente de programação de Teletelevisão e diretor da Telemundo e RTI Colombia. Telemundo Studios Television continuará produzindo Telenovelas, Miniseries, Novelas, e outros programas para a Telemundo e RTI Colombia; só que também fazendo produções para canais da America Latina.
Em 2018, a Globo e a Telemundo International Studios, anunciaram a coprodução da minissérie 'Jugar con Fuego'. A minissérie criada contém 10 episódios estava prevista para ser exibida na Telemundo, nos Estados Unidos, em 2019.
Outra emissora brasileira que transmite algumas novelas produzidas pela Telemundo é o SBT. Na estréia de Betty, a Feia em NY, a emissora registrou a melhor audiência das novelas do SBT em dois anos. Betty A Feia em NY é uma refilmagem de Betty, a feia baseada em uma telenovela colombiana.

## Algumas telenovelas produzidas
- ¿Quién es quién?
- Bajo el mismo cielo
- En otra piel
- El rostro de la venganza
- Santa diabla
- Los miserables
- ¿Dónde está Elisa?
- Aurora
- Corazón valiente
- Marido en Alquiler
- Tierra de reyes
- El senor de los cielo
- Zorro: A Espada e a Rosa
- Doña Barbara
- Pecados Ajenos
- Las Brujas De South Beach
- Idolos de Juventud
- Dame chocolate
- Caso Cerrado
- Tierra de Pasiones
- Corazón Partido
- La Viuda de Blanco
- Los Plateados
- El Cuerpo del Deseo
- La Tormenta
- Amarte Así
- La Ley del Silencio
- Gitanas
- La Mujer en el Espejo
- La Prisionera
- Te Voy a Enseñar a Querer
- Anita: No Te Rajes!
- El Alma Herida
- Amor Descarado
- Pasión de Gavilanes
- Ladron de Corazones
- Angel de la Guarda, Mi Dulce Compañía
- Sofía Dame Tiempo
- Daniela
- Cara o Cruz
- Vale Todo
- La Venganza
- Amantes del Desierto
- Aguamarina
- Señora Tentacion
- Tres Destinos
- La Escuela
- La Escuela del Chino
- Aurora1
- The Devil´s School
- O filho que nunca conheci
- Belizário Da Silva